# Мати Ісуса
«Мати Ісуса» (рос. «Мать Иисуса») — радянський художній фільм 1990 року, знятий на кіностудії «Мосфільм» за мотивами п'єси Олександра Володіна.

## Сюжет
Після страти Ісуса в будинку у його матері збирається кілька людей — брат і сестра, римський патрицій зі слугою, один з апостолів… Всі вони розуміють, що сталося щось більш значне, ніж просто кара якогось напівбожевільного пророка. Кожен для себе намагається відповісти на питання, у чому ж загадка особистості Ісуса Христа. Але, на жаль, ніхто тут не чує один одного. А біля будинку вже стоїть натовп страждущих, які бачать в матері Ісуса рятівницю від всіх бід…

## У ролях
- Лариса Богословська — Марія
- Олена Яковлєва — сестра
- Андрій Сергєєв — старший брат
- Сергій Тарамаєв — учень
- Олександр Романцов — римлянин
- Руслан Кахруманов — хлопчик
- Леонід Тимцуник — фарисей
- Ольга Анненська — жінка
- Володимир Єпископосян — коваль
- В. Мєлєхов — епізод
- В. Петрищева — епізод
- Л. Раскін — епізод

## Знімальна група
- Режисер — Костянтин Худяков
- Сценарист — Олександр Володін
- Оператор — Леонід Калашніков
- Композитор — В'ячеслав Ганелін
- Художники — Дмитро Алексєєв, Борис Бланк